# Прыжки в воду на летних Олимпийских играх 1920
Соревнования по прыжкам в воду на летних Олимпийских играх 1920 года проводились среди мужчин и женщин.

## Общий медальный зачёт
| Место | Страна         | Золото | Серебро | Бронза | Всего |
| ----- | -------------- | ------ | ------- | ------ | ----- |
| 1     | США            | 3      | 2       | 3      | 8     |
| 2     | Швеция         | 1      | 2       | 2      | 5     |
| 3     | Дания          | 1      | 0       | 0      | 1     |
| 4     | Великобритания | 0      | 1       | 0      | 1     |
|       |                |        |         |        |       |
| Всего | Всего          | 5      | 5       | 5      | 15    |

## Медалисты

### Мужчины
| Дисциплина             | Золото               | Серебро               | Бронза             |
| ---------------------- | -------------------- | --------------------- | ------------------ |
| Трамплин 3 м           | Луис Куэн США        | Кларенс Пинкстон США  | Луис Болбэч США    |
| Вышка                  | Кларенс Пинкстон США | Эрик Адлерз Швеция    | Гарри Прист США    |
| Простые прыжки с вышки | Арвид Валлман Швеция | Нильс Скоглунд Швеция | Юхан Янссон Швеция |

### Женщины
| Дисциплина   | Золото                | Серебро                          | Бронза              |
| ------------ | --------------------- | -------------------------------- | ------------------- |
| Трамплин 3 м | Эйлин Риджин США      | Хелен Уэйнрайт США               | Телма Пэйне США     |
| Вышка        | Стефани Клаусен Дания | Беатрис Армстронг Великобритания | Эва Олливиер Швеция |